# カラ・テイツ
カラ・テイツ（Kara Taitz、1981年5月11日 - ）は、アメリカ合衆国の女優。ニューヨーク州ニューヨーク出身。

## 出演作品
- スイート・ライフ（ミリセント）
- サマンサ Who?
- ウェイバリー通りのウィザードたち